# Not Fair
Not Fair è un brano registrato da Lily Allen, ed estratto come secondo singolo dall'album It's Not Me, It's You. Il singolo è stato reso disponibile per il download dal 21 marzo 2009, mentre la pubblicazione su CD singolo è dell'11 maggio seguente. Il brano è stato presentato ufficialmente dalla cantante durante lo show televisivo Saturday Night Takeaway il 21 marzo 2009.

## Pubblicazione
Per la produzione della canzone è stata utilizzata una demo di un Optigan risalente al 1970, intitolata Nashville Country. Il testo racconta lo sfogo di una ragazza nei confronti del proprio ragazzo che, a dispetto di quanto non dimostri nel resto del rapporto di coppia, a letto si rivela molto egoista e noncurante delle esigenze della sua partner. Il brano è stato cantato dal vivo per la prima volta nel variety show britannico Ant & Dec's Saturday Night Takeaway il giorno dopo la pubblicazione on line, il 21 maggio 2009.
A causa di alcune espressioni sessualmente esplicite, il singolo è stato diffuso in radio più spesso in una versione censurata (Radio Edit) che in un paio di punti fa prevalere il sottofondo musicale alle parole cantate nella versione ufficiale (explicit). La stessa cantante, chiamata ad eseguire questo brano nel popolare programma televisivo britannico The Graham Norton Show, ha parafrasato il pezzo più esplicito con un verso insensato ma che manteneva l'assonanza con quello dell'incisione originaria il cui contenuto è stato evidentemente ritenuto non appropriato alla circostanza.

## Video musicale
Il video musicale prodotto per Not Fair è stato diretto da Melina Matsoukas e filmato a Los Angeles il 19 febbraio 2009. Allen ha pubblicato immagine tratte dal video, sul suo account sul sito Twitter, prima dell'uscita ufficiale, mentre un teaser di 17 secondi è stato reso disponibile su YouTube il 17 marzo. Il video è entrato nella rotazione dei canali tematici a partire dal 21 marzo. Il video è ambientato in uno show televisivo degli anni settanta, il Porter Wagoner Show.

## Tracce
Download digitale
1. Not Fair (Radio Edit)

Download digitale (EP)
1. Not Fair
2. Not Fair (Radio Edit)
3. Not Fair (Style Of Eye remix)
4. The Fear (The Count Remix)
5. Mr. Blue Sky
6. Why

CD singolo
1. Not Fair (Radio Edit)
2. The Fear (The Count Remix)

Vinile 7"
1. Not Fair (Radio Edit)
2. Why

CD singolo (Australia)
1. Not Fair
2. The Count (aka Hervé) And Lily face the fear (Explicit)
3. Not Fair (Di Angelis & Dobie 'Circus' Remix)
4. Not Fair (Style Of Eye Remix)

## Cronologia delle uscite
| Paese                 | Data           | Formato           |
| --------------------- | -------------- | ----------------- |
| Regno Unito Australia | 20 marzo 2009  | Download digitale |
| Australia             | 20 marzo 2009  | Download digitale |
| 9 maggio 2009         | CD singolo     |                   |
| Regno Unito           | 11 maggio 2009 | CD singolo        |

## Classifiche

### Classifiche internazionali
| Classifica (2009) | Posizione massima |
| ----------------- | ----------------- |
| Australia         | 3                 |
| Austria           | 6                 |
| Belgio            | 12                |
| Cile              | 31                |
| Danimarca         | 34                |
| Europa            | 12                |
| Finlandia         | 24                |
| Germania          | 12                |
| Irlanda           | 3                 |
| Italia            | 4                 |
| Nuova Zelanda     | 20                |
| Paesi Bassi       | 4                 |
| Regno Unito       | 5                 |
| Slovacchia        | 1                 |
| Svezia            | 26                |
| Svizzera          | 6                 |